# シャウプ勧告
シャウプ勧告（シャウプかんこく）は、GHQの要請によって1949年（昭和24年）に結成されたカール・シャウプを団長とする日本税制使節団（ シャウプ使節団 （フランス語:  Mission Shoup ） ）による日本の租税に関する報告書である。正式名称を「シャウプ使節団日本税制報告書」（シャウプしせつだんにほんぜいせいほうこくしょ、英語: Report on Japanese Taxation by the Shoup Misson）と呼ばれる。
1949年（昭和24年）8月27日付と1950年（昭和25年）9月21日付の2つの報告書からなり、日本の戦後税制に大きな影響を与えた。

## 日本税制使節団（シャウプ使節団）
シャウプは、ヴィクリーとウォレンと伴に、1949年（昭和24年）5月10日に来日し、「世界で最もすぐれた税制を日本に構築する」という理想に燃えて、同年8月26日に帰国するまでの4ヶ月弱の間に、政府、地方自治体の財政担当者、学者との懇談や、全国各地の視察を精力的にこなし、極めて短期間で膨大な報告書をまとめあげた。同使節団のメンバーは次の通りである。
- カール・S・シャウプ:コロンビア大学商学部教授兼政治学部大学院教授（税制使節団長）
- ウィリアム・ヴィックリー:コロンビア大学経済学部大学院教授（1996年ノーベル経済学賞受賞者）
- ウィリアム・C・ウォレン:コロンビア大学法科大学院教授
- ハワード・R・ボーエン:イリノイ大学商業・経営経済学部長
- スタンレー・S・サリー:カリフォルニア大学法学部教授
- ジェローム・B・コーエン:ニューヨーク市立単科大学経済学部教授
- ローランド・F・ハットフィールド:セント・ポール収税庁、税制調査局長

## 内容

### それまでの税制の問題点
報告書が指摘した、それまでの日本の税制の問題点は以下のようなものである。
- 複雑な税制
  - 元々、日本の税制は直接税中心だったといえるが、戦中体制において戦費調達を目的として間接税の新設と強化が行われ、非常に多くの種類の間接税が課された。報告書は、「国税における直接税の比率は、54%、地方のそれは37%である。」という調査結果を示した上で、これらの複雑な税を整理し簡素化することを目的とした。
- 運用上の不公平
  - 日本の税制は、その骨子の上では公平であるものの、運用上において不公平な点が多々あるとした。例えば、所得税については家単位（同居親族）単位での合算申告制であるため、給与所得者が不当に有利になっているという。勧告では、これらの不公平な点を取り除くことに重点を置いた。
- 地方自治体の財政力の弱さ
  - 報告書では、国税の比率が高く、地方自治体の歳出は国からの補助金に頼っている点を問題としている。このため、中央政府による地方財源の統制が過大であり、地方自治体の独立性が阻まれているとした。
- 税務行政における問題
  - 所得税は申告納税であるが、高額所得者が合法的に税金を安くするような「抜け道」がいくつもあり、また帳簿等の不備による脱税も多かった。脱税は間接税や法人税においても多い、としている。

勧告は、これらの是正を目的とした。

### 税制改革の勧告
報告書で勧告している、税制改革の骨子は以下のようなものである。
- 負担の公平性と資本価値の保全
- 直接税中心主義
  - 所得税
    - 所得税は累進税率であったが、最高税率が高率すぎ、脱税の動機となりうることから、最高税率を引き下げ、全体として所得税は減税となるようにする。
    - 富裕層には、資産に対して別途富裕税を課す。
    - それまで非課税だった、有価証券譲渡益に課税する。

  - 法人税は、法人擬制説に則って、35%の比例税のみとする。
    - 法人は単に法的に擬制された存在であって、所得は株主や出資者のものである。法人税はこれらの者に対する所得税の前取りであるため、所得税の源泉徴収と同一視できる。二重課税は個人で排除すればよいため、税率も平均税率でよいこととした。

  - 贈与税・相続税は、財閥等への富の集中を防ぐため、最高税率を高くすることとする。また、公益団体への寄付については免税とする。
  - 分離課税の排除
- 間接税の整理
  - 間接税は、酒税、関税等を除き、かなりを廃止する。
- 地方自治の独立性の強化
  - 地方税源の拡充強化
  - 国からの交付金の一方的決定の排除
  - 国・地方自治体間の徴税と行政責任の明確化
  - 平衡交付金の設置
- 税務行政の改善
  - 前年実績を基礎とする予定申告
  - 所得税申告書の簡易化
  - 個人課税への移行
  - 青色申告制度の導入
  - 高額所得者の所得金額公示制度（長者番付）
  - 目標額制度の廃止
  - 年末調整の廃止

## 勧告とその後
日本政府は、勧告を元にして税制改革を行ったが、その過程で政治家の介入などにより、一部で勧告とは異なる税制となった。
このときに作られた税制の基本体系は現在でも大きくは変わっていない。

### 税制改革
シャウプ勧告を元にした税制改革は1951年に行われ、その後数年のうちに運用上の困難などを理由に一部で改廃が行われた。

#### 直接税
- 所得税
  - 基本的には勧告通りに行われたが、富裕税は運用上の困難から1953年に廃止され、所得税の最高税率を上げることで対応された。また、有価証券譲渡益課税も廃止された。
- 法人税
  - これも基本的に勧告通りに行われたが、有価証券譲渡益課税の廃止などで個人所得税との関連性が失われた上、政策的に「租税特別措置」によって多くの減税が行われた。そのため、所得税に比べて法人税が有利となり、個人事業主の「法人成り」が増え、結果として税負担の不公平を招くこととなった。

#### 間接税
間接税は、勧告の直接税中心主義に従って、ほぼ勧告通りとなった。その後、一部で間接税が新設されたが、いずれも大きなものではなく、1989年に消費税が導入されるまで直接税中心主義は変わらなかった。

#### 地方税制
シャウプ勧告は、地方財政の強化を大きな目的としていた。地方税法の提案が行われた1950年3月25日の衆議院地方行政委員会における説明によると、戦前の地方税は国税に対する付加税としての性格が強く、税金の種類は多いがいずれも税収は少なく、財政力が微弱であった。そこで、地方税収入を拡充し、地方税制の自主性を強化して、地方自治の根基を培うことを目標に、税制改正が提案された。その案によると、税の種類が減らされ、道府県税は附加価値税等を、市町村税は市町村民税や固定資産税を中心に再編成される。同時に、財源の偏在を調整するために平衡交付金制度が設置された。このうち、附加価値税は地方税法に規定されたものの、導入が何回か延期され、実施されないまま規定が削除された。
このシャウプ勧告に基づく地方税制は、基本的な構成は現在まで継続しているものの、その後一部が変更され、平衡交付金は地方交付税に変えられ、国庫補助金制度で補助金の使途が国によって定められ、「三割自治」と呼ばれるように地方自治の独立性が失われたと言われている。その後長い間この状態が続き、地方自治の独立性の強化は、2001年の小泉政権の誕生による「三位一体の改革」でようやく議論されることとなった。